# 湯美
湯美·阿祖安奴·賈科梅蒂（Tomy Adriano Giacomeli，1974年4月29日—），前巴西籍職業足球員，司職前鋒，現已退役。湯美曾先後兩次加盟愉園，首次於1999年加盟，2000年當選香港足球先生，2002年離開。第二次於2007年由黎巴嫩球會智慧加盟。